# بايرن ميونخ موسم 1973–74
موسم 1973–74 لنادي بايرن ميونخ هو الموسم التاسع للنادي في الدوري الألماني.